# 関口ケント
関口 ケント（せきぐち けんと、1989年〈平成元年〉10月27日 - ）は、日本のYouTubeアナリスト、YouTubeチャンネルプロデューサー、ホラーの総合商社・株式会社ウェンズデイ（英語表記：Webnesday Inc.）代表取締役CEO。
本名: 関口 健仁和旨 （せきぐち けんとかずむね）
テレビAD時代、当時のプロデューサーがエンドロールで名前が長く目立つのがよくないという理由で関口ケントになる。その楽さから関口ケントを名乗るようになる。
その他の愛称：ペニオ、世界のペニオ、新しい街のリーダー、おろげ、しるふしぎ7号、ドバ男、ホラー野郎、小虎、チャンパー

## 来歴
2010年
- ニコニコ生放送黎明期にニコ生主ペニオとして活動[3]。

2011年
- 音響芸術専門学校卒業。
- 自主映画等の映像制作コンサル会社「株式会社K-group」を起業。
- ニコ生主たちによる「自主制作映画祭」を企画開催[4]。
- ボブ・サップの通訳兼悪徳プロデューサー役としてマネージャーを務める[5][6][7][8]。

2012年
- 祖父創業、父経営「株式会社明光」[9]で社員として働く。

2014年
- テレビ局のADとして働き、映像制作と同時にテレビとYouTube・SNSのDX化を促進する活動に従事。日本テレビにおける、番組がSNSを使うためのマニュアルを作成。

2015年
- 株式会社BIGFACE（現株式会社コンテンツ 3）[10]で妖怪ウォッチの制作委員会に所属し、出役の妖怪としても出演しながらチーフプロデューサーとしてアニメIPのYouTubeチャンネル「妖Tube」[11]を立ち上げる。今では当たり前となった「見逃し配信」を発案し、日本で初めて機能させるに至る。

2017年
- 株式会社テクサ（現株式会社ライバー）[12]の執行役員に就任。YouTuber約50人のチャンネルコンサルティングを担当する。コレコレ、三納物語、まふまふのひき○等、企画演出。

2018年
- 日本最大のインフルエンサー・クリエイターフェス「うず祭り」の総合プロデュースを担当[13]。

- 現株式会社Webnesdayの前身となる「株式会社Wednesday」を創業、CEOに就任。YouTubeとメディアを掛け算したようなYouTubeチャンネルのプロデュース、ファンコミュニティマーケティングベースで様々な企業のKGIをどう達成するかをエンタメベースで制作していく活動を幅広く展開。
- 同時に芸能事務所向けのレーベルという形で、タレントのYouTubeチャンネルを運用しロイヤルティーをプロダクションへ戻すという「デジタルメディアレーベルDML」というスキームを構築[14]。
- 神田伯山、関暁夫、島田秀平、登坂淳一、はなわ、上原浩治、KAMIWAZA、よしお兄さん（小林よしひさ）等芸能人のチャンネルや、テレビ局（フジテレビ、CBCテレビ、読売テレビ、テレビ東京）、企業（吉野家、タカラトミー）、ナショナルクライアントの公式チャンネル等約60チャンネルを手掛ける。
- 後にYouTube事業(DML)をクリークアンドリバー社[15]に事業売却すると同時にマルチチャンネルネットワーク（MCN）事業クリエイティブプロデューシング責任者に就任し運用を継続、Google社との連携を密にしYouTube以外のテレビのDX化等の事業は自社であるウェンズデイで引き続き継続し、「The Online Creators(OGゲームズ)」ではゲームクリエイターのYouTubeに関するサポートを行う。

2020年
- 漫才コンビナナフシギによる「ナナフシギ【公式】」チャンネルを開設し、企画プロデューシングを続行（2025年1月現在、チャンネル登録者数33.3万人）[16]
- 「神田伯山ティービー」（2025年1月現在、チャンネル登録者数24.4万人）[17]が、YouTube史上初の第57回ギャラクシー賞テレビ部門フロンティア賞を受賞（同賞はテレビの新境地を開拓し、未来や可能性を広げる為に意欲的に取り組んだコンテンツに贈られます）。このチャンネルは講談界に新風を吹き込む新しい映像コンテンツとして高く評価されました。ギャラクシー賞をYouTubeチャンネルが受賞するのは1963年の賞創設以来、史上初。翌年には「CBCドキュメンタリーチャンネル」[18]でも受賞し、2年連続2つのギャラクシー賞を受賞したのは関口ケントが初である[19][20]。
- 書籍『MEDIA SHIFT:YouTubeが「テレビ」になる日』株式会社宝島社から出版。

2021年
- 新商号「株式会社Webnesday」に社名変更。
- 「怪談をもっと好きになる世界をお届け。」をモットーにした怪談師たちのYouTubeチャンネル「BURUTTO委員会」を開設。一部ゲーム企画での罰金を「国境なき子どもたち」に寄付する等、社会貢献活動を開始[21]。
- 一般視聴者から投稿された怪談や不思議な話が聞けるナナフシギのセカンドチャンネル「ナナフシギの裏フシギ（現フシギミステリー倶楽部）」を開設（2025年1月現在、チャンネル登録者数16.6万人）[22]
- 8月、新・怪談オンライン賞レース「KAIKIEN GP」企画、開催[23]。
- 視聴者から募集した、まだ誰も聞いたことのない初耳怪談を、島田秀平を筆頭とした人気怪談師たちが一発撮りで披露する。「失敗できない」緊張感と「初めて耳にする」新鮮さを持ち合わせた全く新しいコンセプトの怪談番組「初耳怪談 FIRST TAKE」テレビ大阪地上波×YouTubeを立ち上げる（2025年1月現在、チャンネル登録者数21.2万人）[24][25]
- 「街録ch～あなたの人生、教えて下さい～」に出演[26]。

2022年
- 1月、新・怪談バトルロワイヤルシステム賞レース「KAIKIEN CUSTOM CUP」企画、開催[27][28][29]。
- 中京テレビ、東海テレビ、テレビ愛知、CBCテレビ4局（現在はメ〜テレ加入で5局）からなるデジタルプラットフォーム「Locipo」のコンセプトプロデューサーに就任[30]。
- ドズル社の地上波初レギュラー番組「開局！ドズル社TV」を企画、制作。地上波、名古屋のテレビ4局×動画配信サービスLocipoで放送。“ファンとの双方向”をコンセプトにファンから募集した企画をもとに番組を制作する新感覚バラエティ。関口Pとしてドズル社に指令を出す役として番組にも出演[31][32]。
- 気になる噂の真相を追跡していく都市伝説バラエティー番組「たっくー&ナナフシギのツイ跡！都市伝説」CBCテレビ地上波×Locipo×YouTubeを企画、制作、出演[33][34]。
- テレビ大阪レギュラー番組「初耳怪談 FIRST TAKE」初となるイベント「裏・初耳怪談FIRST TAKE～テレビでもYouTubeでも聞けないヤバい話～」を企画運営[35]。
- ナナフシギ【公式】チャンネル登録者10万人記念イベントを企画。10月東京「ナナフシギ銀の盾間に合うのかGP」、12月大阪・福岡「ナナフシギ銀の盾凱旋ツアー」を開催。
- MP3MAFIA[36]という名前でInstagram を開始。

2023年
- ウェルプレイド・ライゼスト株式会社（現GLOE株式会社）主催「eスポーツビジネスセミナー＆商談会」にて、「今、注目のゲーム配信者が持つプロモーションパワー」をテーマに講演[37][38]。
- 悩めるYouTubeクリエイターをプロ集団がガチコンサルする番組「辛口クリエイター塾」を企画、制作、講師として出演。Locipo、名古屋4局地上波、YouTubeチャンネルで放送[39][40][41]。
- YouTubeチャンネル「しるふしぎのたまご（現関口ケントのブチギレ外人専門チャンネル@令和の虎）」を開設（2024年12月現在、チャンネル登録者数2万人）
- YouTubeチャンネル「ナナフシギ【公式】」にて投稿された怪談や2chの洒落怖を再編集した「【2ch・洒落怖】ナナフシギ作業用アーカイブ【怪談】」を開設（2025年2月現在、チャンネル登録者数2.5万人）[42]
- ナナフシギグッズのECサイト「モノフシギ」開設[43]。
- 撮影スタジオとBarが併設された「怪談Barガーリック・マネー・かも～」をOPEN。オープンに際してクラウドファンディングを実施[44][45]。

2024年
- ナナフシギ大赤見ノヴと関口ケントのラジオコンテンツ「偽隠れ蓑」がYouTubeからstand.fmへ移転[46]。
- プロレスラー永田裕志のYouTubeチャンネル「ゼァ!チャンネル」を開設（2024年12月現在、チャンネル登録者数4.24万人）[47]。
- TikTokにて「ブチギレ外人専門チャンネル」をスタート[48]。
- 「【“怪異”は地球を救う】ナナフシギの能登地震募金チャリティーオールナイト生配信」を企画開催。ホラーで社会貢献活動[49]。
- 怪談ガタリーによるU-30の新たな人材にスポットライトを当てた「怪談甲子園」でメインスポンサーになることを即決[50]。
- 1年に渡る投稿怪談の賞レース「怪奇宴投稿グランプリ」を企画運営[51]。
- オカルト討論番組「〇〇のイカれる日本人」を企画、MCとして出演[52]。
- 10月、ナナフシギチャンネル30万人記念企画「呪祓い遠足 ～家に甦るまでが、遠足。～」バスツアーを企画催行[53]。
- お化け屋敷と展示会を掛け合わせた企画「清浄と誤怪展」をプロデュースし開催。ローグライクお化け屋敷という新感覚のお化け屋敷を構築。「清浄と誤怪展二。」の開催も控えている[54]。

2025年
- 1月、YouTubeチャンネル「令和の虎」新虎オーディションにて18名の中から仮虎に選ばれ、本編への出演チャンスを掴む。仮虎として出演した際に出資に至った「地雷チャン」についても事業資金回収までを追うドキュメンタリーを5月にスタートさせる[55][56]。
- 1月、YouTubeチャンネル「関口ケントのブチギレ外人専門チャンネル」にて、関口ケント密着ドキュメンタリーがスタート[57]。
- 2月1日放送 BSテレ東 「晩酌放浪歌～名曲と瓶ビールと～【錦糸町に恐怖を呼ぶ男】」出演[58]。
- 書籍「MEDIA SHIFT:YouTubeが「テレビ」になる日」が電子書籍化[59]
- ナナフシギ公式LINEスタンプを企画販売[60]
- 2月25日出版、書籍「身ノ毛モヨダツ　最恐ノ怪談」巻頭特集にナナフシギと共にインタビュー記事掲載[61][62]
- 3月、YouTubeチャンネル「ナナフシギ【公式】」「フシギミステリー倶楽部」を大規模リニューアル。10月25日ｃｈ登録50万人記念イベント開催予告、翌2026年3月に投稿GP作品の映画化決定を発表[63]。
- 3月、業務提携先である「東京ウェブ株式会社」と、「株式会社明光」の顧問に就任[64][65][66]。
- 3月、Webnesday所属怪談師マベ之丞のYouTubeチャンネル「【金髪怪談師】マベ之丞チャンネル」を開設[67][68]。
- 4月、Webnesday新プロジェクト「逆襲のTVMAN」を立ち上げる[69]。
- 5月、YouTubeチャンネル「関口ケントのブチギレ外人専門チャンネル」にて、YouTube等の情報コンテンツ「ろげログ」がスタート[70]。
- ５月１７日、名古屋のCBCテレビにて新感覚の怪談体験イベント「名怖夜（なごや）～名古屋の怖い夜～」をCBCテレビとWBD社で企画、開催[71][72]。
- 5月30日、YouTubeチャンネル「令和の虎」にて新虎オーディション2025の結果発表が行われ、新虎としてただ一人合格を手にする。本家の虎として6月2日にデビュー戦を果たす[73][74][75]。
- 2025年4月13日(日)～2025年10月13日(月）大阪万博にて「初耳怪談」のイベントを企画、開催(9月9日）が決定[76]。
- 7月9日、ナナフシギ4つ目のYouTubeチャンネル「【公認】ナナフシギ・生フシギ怪談切り抜きチャンネル【雑談なし】」を開設[77]。
- 7月14日、離婚届けを提出。配信内で報告する[78]。
- 8月5日、ナナフシギ公式チャンネル登録50万人記念イベント「10.25 ナナフシギ公式50万人記念大会 NNFSG決勝リーグ戦」の企画・開催を発表。チケット販売をクラウドファンディングで実施[79]。

## 人物
- 父が日本人、母がドイツ系オーストラリア人。東京都江戸川区に生まれる。２歳から英才教育を受け、内気な幼少期だったが、小学生時代にプロレスと坂本龍一に出会い、積極性や外交性、音楽性に目覚める。中学時代にイジメや不登校を経験するも、映画「凶気の桜」、アニメ「サムライチャンプルー」、テレビ番組「マネーの虎」に出会ったことにより、エンタメ映像制作の世界で生きていきたいという気持ちが芽生え、経営にも興味を抱くことになる。そこから日本映画を遡ることで映画好きに拍車がかかり、サムライチャンプルーでは音楽から音楽史も学ぶようになった。プロレスやマネーの虎での学びは、現在のビジネスセンスを持つ上での源泉になったと語っている[80][81]。
- 江戸川区では「ハイキックのケント」と呼ばれるほど喧嘩が強いイメージを持たれていたが、実際は喧嘩の経験も無く、最高の言い訳を見つけては逃げ、一生強いイメージを維持することに成功[82]。
- 元ニコ生主。生配信がうるさいと注意しに来たオーストラリア人の母にコブラツイストを掛けてバズり、登録者が500人から一気に5000人になる。自主制作映画でニコ生同時視聴1万人を記録し、ニュースの記事になる。後に、クニオ、キプロス、ペニオの3人は「ニコ生三銃士」と呼ばれる。
- ニコ生時代、当時の呼び名「ベルピンク」が滑ってると視聴者に煽られ、アンカー1000番目のコメントを一生使ってやるよと宣言し「ペニオ」になる。ベルピンクの由来は「club TRUTH」でホストをしていた時の源氏名「金閣寺 鐘（きんかくじ べる）」。
- 21歳で結婚し3人の子供がいる愛妻家。妻はペニ子の愛称で呼ばれており、共に会社を支える力強いパートナーでもある。離婚後も家族は一生支えていくと宣言している[83]。
- YouTubeチャンネルしるふしぎ内で、ナナフシギやWBD社員に対し関口ケントが勝手に〇号と名付けた中で自身を「しるふしぎ7号」とした。
- たまたま撮影していたミニコントをYouTubeショートにあげたところ852万回再生（2024年12月現在）し「リーダー」が定着する[84]。
- 怪奇宴投稿グランプリに投稿された作品「おろげの死に夢」作中に出てくるおろげと関口ケントの行動が似ていたため陰で「おろげ」と呼ばれ始める。ある日、関口ケント本人にバレてしまうがその時、作中のおろげと同じ制裁方法だったためおろげという呼び名が確定する[85]。
- 本人も気づかないまま勝手に配信されていたり、定時配信のはずが本人が最後まで現れなかったりする事があり、ただただ待機リスナーのチャットだけが動いていることがある＝「芽ねぎ」[86]
- WBD（ウェンズデイ）、GMK（ガーリック・マネー・かも〜）、JBK（事故物件会議室）、NSK（仁助）ビル等、名付けと共に名前を英3文字で表すのも得意で、その遍歴は初めて会社を立ち上げた２０１１年当初には既に始めており、その頃事務所のあった場所が薬園台で、DPS（ドラッグパラダイススタンド）スタジオと名付けていた[87]。
- 「Jホラー5年100億計画」を達成するために5年間の単身赴任を決意。プライベートと仕事の垣根のない生活を送る[88]。

## その他
- ニコ生でウェブメディア、テレビ局でオールドメディアに関わっており、そのどちらのメディアの始まりも水曜日であったり、面白いテレビ番組が水曜日に多かったことも会社名をWednesdayに決めた理由。後にWebnesdayとなったのはスペルミスがきっかけだが、Webとも掛かっており、ウェブ・ネズ・デイ→俺達のコンテンツで寝かさないという意気込みを込めて、そのままWebnesdayとしたのが社名の由来[89]。

## 作品

### 書籍
- メディアシフト YouTubeが「テレビ」になる日（宝島社、2020年9月）、電子書籍版（2025年2月）[90]

## 株式会社ウェンズデイ
株式会社ウェンズデイ（英語表記：Webnesday Inc.）は、2018年に設立されたホラーエンターテイメントとデジタルメディアに特化したホラーの総合商社です。東京を拠点に、映像制作、タレントマネジメント、コミュニティマーケティング、プロモーション企画、イベント制作を中心に事業を展開。特にYouTubeチャンネルの運営に強みを持ち、ホラー関連の新しいエンターテイメント体験を提供することを目指す。2021年にエンターテイメント業界におけるブランドの強化を目指し「Wednesday」から「Webnesday」に社名変更・リブランディングを行う。2024年にWebnesday×カチモード×マジフシギ、Webnesday×東京ウェブ×マジフシギ、2つの3社間業務提携契約を締結。これにより、不動産の「心理的瑕疵」問題に革新的な解決策を提案し、ホラーのエンターテイメント性をポジティブな力に変換することを目指すとともに、ホラーコンテンツのデータベース化とデジタル管理を推進し、業界内での新たな価値創造とビジネスモデルの確立を図る。

### 株式会社ウェンズデイの所属クリエイター・チームメンバー
ちぇるちぇりうむ🍒
ひきこもり系元動画編集者、現広報的何か（広報・IP事業部副事業部長）
WBDに入社後、コミュニティマーケティングを中心としたクリエイティブ業務を担当。ブランドやコンテンツの魅力を最大限に引き出す企画を手掛ける。
その後、広報として活動。SNS運用や動画編集を通じ、ユーザーとのエンゲー ジメントを強化し、戦略的なプランニングを展開。
動画エンタメ、TV業界、企業SNS運用の経験を活かし、幅広いプロジェクトで活躍中 
ふれんどりー
友達怪人ふれんどりー/イベントマネジメント（EM） お化け屋敷プロジェクト担当/永田裕志のゼァ！チャンネルチーム 
のりまき🥒
しがないおじさん/IPチームとしてコンテンツ制作を担当 
lulu💊編集統括
ポスプロマネジメント&動画編集&編集統括等担当
きくぽん☕
MD室所属/Youtubeナナフシギ公式チャンネル/グッズ『MFGモノフシギ』担当 
hamaTime🕰️
人事やイベント企画・運営などを担当 
ドラゴンハンマー🏝️
怪談バーGMKの副店長/白米ダイスキマン 
ホーンテッドマンション🕍
WBDの隠れメンバー。 正式名称ホーンテッドマンション/ナナチャンの生配信とか色々担当 
ぽる子🆕(旧らめ)安井さくら
2024.11〜 法人向けYouTubeお任せサービス「逆襲のTVMAN」の営業担当 
A4コピー用紙📃@きっく
本名、菊地英登(きっく)/錦糸町怪談bar_GMK店長
北海道、虻田郡洞爺湖町出身/東京で活動中の役者でもあり、猫ノ手シアター所属 
かいんどりー
経理担当/ホラーとアニメとゲームとバンドが好き 
ごっど_8192
経理担当。たまに人事・労務・法務 
ミミ
広報（主にロイヤルカスタマー向け業務）/GMK会員公式LINEやサイトの問合せ対応・ナナコミュ等も兼任 